# Омельчук, Григорий Куприянович
Григорий Куприянович Омельчук (1920—1983) — подполковник Советской Армии, участник Великой Отечественной войны, Герой Советского Союза (1944).

## Биография
Григорий Омельчук родился 25 января 1920 года в селе Малая Боровица (ныне — Белгородский район Хмельницкой области Украины). Окончил среднюю школу. В декабре 1939 года Омельчук был призван на службу в Рабоче-крестьянскую Красную Армию. В 1941 году он окончил Тульское пулемётное училище. С того же года — на фронтах Великой Отечественной войны. За время войны был три раза ранен и контужен.
К марту 1944 года капитан Григорий Омельчук командовал батальоном 1317-го стрелкового полка 202-й стрелковой дивизии 35-го гвардейского стрелкового корпуса 27-й армии 2-го Украинского фронта. Отличился во время Уманско-Ботошанской операции. В марте 1944 года батальон Омельчука с боями прошёл более 400 километров на запад, успешно переправившись через Южный Буг, Днестр и Прут, в числе первых выйдя к Государственной границе СССР с Румынией.
Указом Президиума Верховного Совета СССР от 13 сентября 1944 года за «образцовое выполнение боевых заданий командования на фронте борьбы с немецкими захватчиками и проявленные при этом отвагу и геройство» капитан Григорий Омельчук был удостоен высокого звания Героя Советского Союза с вручением ордена Ленина и медали «Золотая Звезда».
После окончания войны Омельчук продолжил службу в Советской Армии. В 1954 году он окончил курсы «Выстрел». В 1960 году в звании подполковника Омельчук был уволен в запас. Проживал в Ивано-Франковске. Скончался 3 марта 1983 года.
Был также награждён орденом Октябрьской Революции, двумя орденами Красного Знамени, орденами Отечественной войны 1-й и 2-й степеней, Красной Звезды, рядом медалей.